# Chickasaw (Alabama)
Chickasaw is een plaats (city) in de Amerikaanse staat Alabama, en valt bestuurlijk gezien onder Mobile County.

## Demografie
Bij de volkstelling in 2000 werd het aantal inwoners vastgesteld op 6364.
In 2006 is het aantal inwoners door het United States Census Bureau geschat op 6042, een daling van 322 (-5,1%).

## Geboren
- Ray Sawyer (1937-2018), zanger

## Geografie
Volgens het United States Census Bureau beslaat de plaats een oppervlakte van
11,9 km², waarvan 11,5 km² land en 0,4 km² water. Chickasaw ligt op ongeveer 18 m boven zeeniveau.

## Plaatsen in de nabije omgeving
De onderstaande figuur toont de plaatsen in een straal van 24 km rond Chickasaw.